# Encineira
Encineira (llamada oficialmente Santa Isabel da Enciñeira) es una parroquia y una aldea española del municipio de Quiroga, en la provincia de Lugo, Galicia.

## Otras denominaciones
La parroquia también es conocida por el nombre de Santa Isabel de Enciñeira.

## Organización territorial
La parroquia está formada por seis entidades de población, constando cinco de ellas en el nomenclátor del Instituto Nacional de Estadística español:
- Aldea (Aldea de Arriba)
- Cima de Vila
- Enciñeira (A Enciñeira)
- Meiral (O Meiral)
- Sexmil (Sesmil)
- Vacarizas (A Vacariza)

## Demografía

### Parroquia
| Gráfica de evolución demográfica de Encineira (parroquia) entre 2000 y 2020 |
|                                                                             |
| Datos según el nomenclátor publicado por el INE.                            |

### Aldea
| Gráfica de evolución demográfica de Enciñeira (aldea) entre 2000 y 2020 |
|                                                                         |
| Datos según el nomenclátor publicado por el INE.                        |